# Cyathea retanae
Cyathea retanae är en ormbunkeart som beskrevs av A. Rojas. Cyathea retanae ingår i släktet Cyathea och familjen Cyatheaceae. Inga underarter finns listade.